# Власенков Дмитро В'ячеславович
Дмитро В'ячеславович Власенков (рос. Дмитрий Вячеславович Власенков; 1 січня 1978, м. Оленогорськ, СРСР) — російський хокеїст, лівий нападник. Майстер спорту.
Вихованець хокейної школи «Торпедо» (Ярославль). Виступав за «Торпедо»/«Локомотив» (Ярославль), «Орландо Солар Бірс» (ІХЛ), «Атлант» (Митищі), «Авангард» (Омськ), «Арлан» (Кокшетау), «Сєвєрсталь» (Череповець), ЦСКА (Софія, Болгарія). 
У складі національної збірної Росії учасник EHT 2003 і 2006. У складі молодіжної збірної Росії учасник чемпіонатів світу 1997 і 1998. 
Досягнення
- Чемпіон Росії (1997, 2002, 2003), бронзовий призер (1998, 1999, 2005)
- Срібний призер молодіжного чемпіонату світу (1998), бронзовий призер (1997).